# Neoperla han
Neoperla han är en bäcksländeart som beskrevs av Bill P.Stark 1987. Neoperla han ingår i släktet Neoperla och familjen jättebäcksländor. Inga underarter finns listade i Catalogue of Life.